# Travis Kauffman
Travis Kauffman (* 21. August 1985 in Reading, Pennsylvania) ist ein US-amerikanischer Schwergewichtsboxer. Er gilt als vielzitierte weiße Hoffnung.

## Anfänge und Amateurzeit
Switchhitter Kauffman fing im Alter von neun Jahren mit dem Boxtraining an und kämpfte mit 15 Jahren als Amateur. Seine Bilanz war 56-12, er war vom US-Amateurverband zeitweise als Nummer eins im Superschwergewicht geführt. Er war allerdings auch schon KO und gilt deshalb als schlechter Nehmer. Bei den 2003 „National Golden Gloves“ bekam er gute Kritiken, obwohl er dem späteren Sieger Travis Walker unterlag. 2004 gelang ihm ein Sieg bei den „PAL Championships“.
Während er 2005 international ungeschlagen blieb, unterlag er seinem Angstgegner Mike Wilson zwei Mal und sah wenig Hoffnung sich für die Olympischen Spiele zu qualifizieren. Daher wurde er schon mit 20 Jahren Profi.

## Profi
Kauffman wurde 2006 Profi und blieb in seinen ersten 18 Profikämpfen, gegen überwiegend unbekannte Gegner, ungeschlagen. Seinen 19. Profikampf verlor er am 18. September 2009 gegen Landsmann Tony Grano durch KO in Runde 4.
Er arbeitete auch als Hauptsparringspartner von Hasim Rahman vor dessen Rückkampf im August 2006 mit Oleg Maskajew.